# Marennes-Hiers-Brouage
Marennes-Hiers-Brouage is een gemeente in het Franse departement Charente-Maritime (regio Nouvelle-Aquitaine). De plaats maakt deel uit van het arrondissement Rochefort. Marennes-Hiers-Brouage is op 1 januari 2019 ontstaan door de fusie van de gemeenten Marennes en Hiers-Brouage. De gemeente telde 6.148 inwoners op 1 januari 2022.

## Geografie
De oppervlakte van Marennes-Hiers-Brouage bedroeg op 1 januari 2022 51,44 vierkante kilometer; de bevolkingsdichtheid was toen 119,5 inwoners per km².
De onderstaande kaart toont de ligging van Marennes-Hiers-Brouage met de belangrijkste infrastructuur en aangrenzende gemeenten.

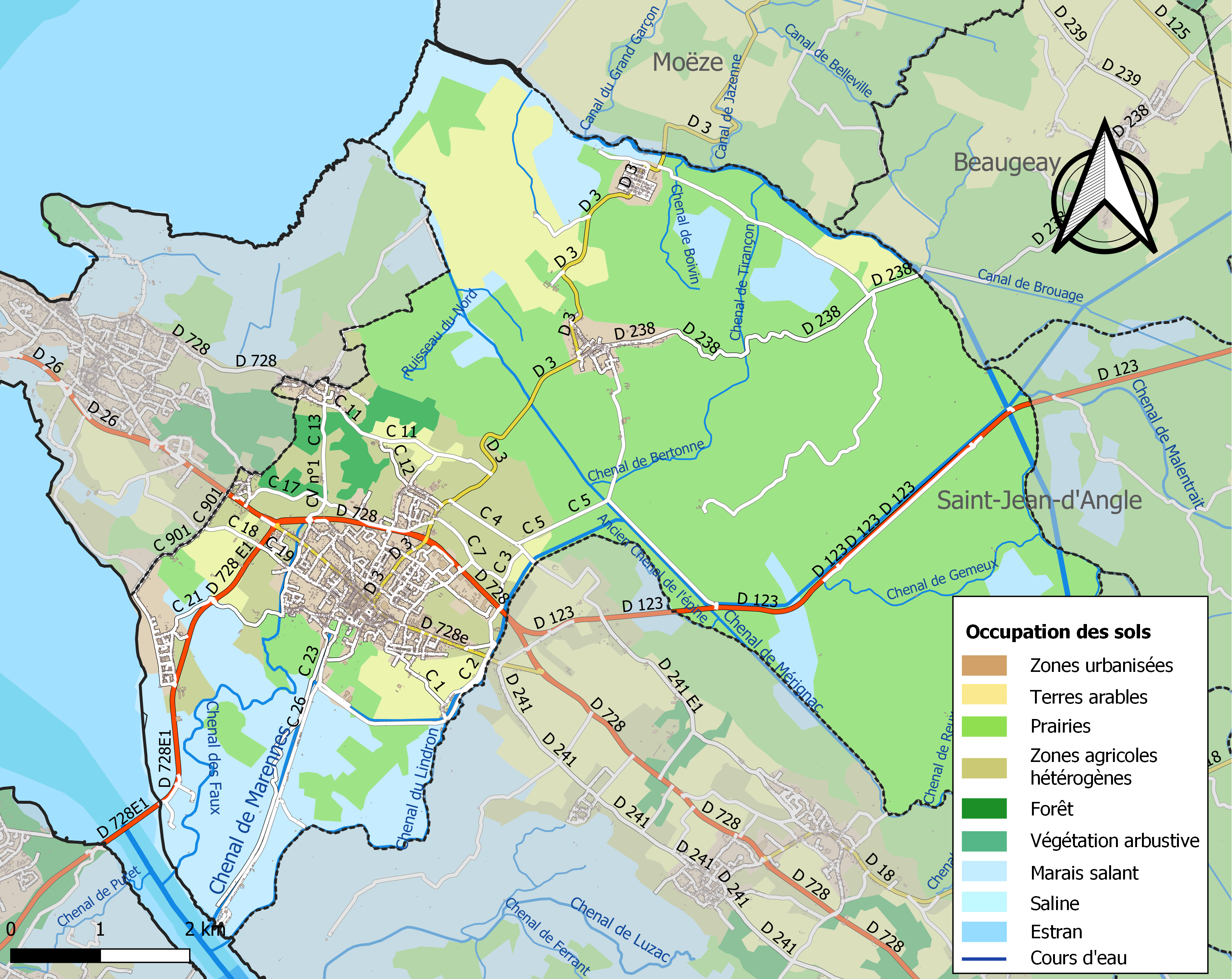